# Hoplia bucharica
Hoplia bucharica är en skalbaggsart som beskrevs av Edmund Reitter 1898. Hoplia bucharica ingår i släktet Hoplia och familjen Melolonthidae. Inga underarter finns listade i Catalogue of Life.